# (6329) Hikonejyo
(6329) Hikonejyo est un astéroïde de la ceinture principale.

## Description
(6329) Hikonejyo est un astéroïde de la ceinture principale. Il fut découvert le 12 mars 1992 à Dynic par Atsushi Sugie. Il présente une orbite caractérisée par un demi-grand axe de 2,24 UA, une excentricité de 0,13 et une inclinaison de 7,1° par rapport à l'écliptique.

## Compléments